# Jean-Claude Hollerich
Jean-Claude Hollerich (n. 9 august 1958, Differdange, Esch-sur-Alzette, Luxemburg) este un arhiepiscop și cardinal luxemburghez.

## Viața
Hollerich a fost profesor la Universitatea Sophia din Tokyo. În anul 2011 a devenit arhiepiscop de Luxemburg.
Papa Francisc l-a ridicat în anul 2019 la demnitatea de cardinal.